# 雷雳
雷雳（1968年1月21日—），甘肃人，中国女子垒球运动员。她在1996年亚特兰大夏季奥林匹克运动会中，参加了女子垒球比赛并获得团体银牌。